# Громадский, Евгений Олегович
Евге́ний Оле́гович Грома́дский (укр. Євгеній Олегович Громадський, позывной — Гром; 17 июня 2000, Чугуев) — украинский военнослужащий, майор, участник российско-украинской войны. Герой Украины (2022).   

## Биография
Родился 17 июня 2000 года в городе Чугуев Харьковской области. С детства увлекался туризмом, альпинизмом и боевыми искусствами, проявляя интерес к военному делу. Представитель седьмого поколения военных в семье; его отец, Олег Громадский, был полковником в отставке и командиром 16-го отдельного мотопехотного батальона.
В 2021 году окончил Национальную академию Национальной гвардии Украины. Службу начал в 3-й бригаде оперативного назначения. В первый день полномасштабного вторжения России в Украину, 24 февраля 2022 года, командовал взводом на северо-восточной окраине Харькова. Во время обороны к нему присоединился отец, который погиб при попытке эвакуации оружия и боеприпасов.
В мае 2022 года получил осколочное ранение в лицо, но уже через 10 дней вернулся на фронт. Летом того же года перевелся в 92-ю отдельную штурмовую бригаду, где ранее служил его отец, и возглавил разведывательный взвод «Бешкетники Сірка». Позже вернулся в Национальную гвардию и стал командиром разведывательной роты бригады «Хартия».

## Награды
- Звание «Герой Украины» с удостоением ордена «Золотая Звезда» (25 марта 2022) — за личное мужество и героизм, проявленные в защите государственного суверенитета и территориальной целостности Украины, верность военной присяге[3].